# 西蒙·阿斯博林

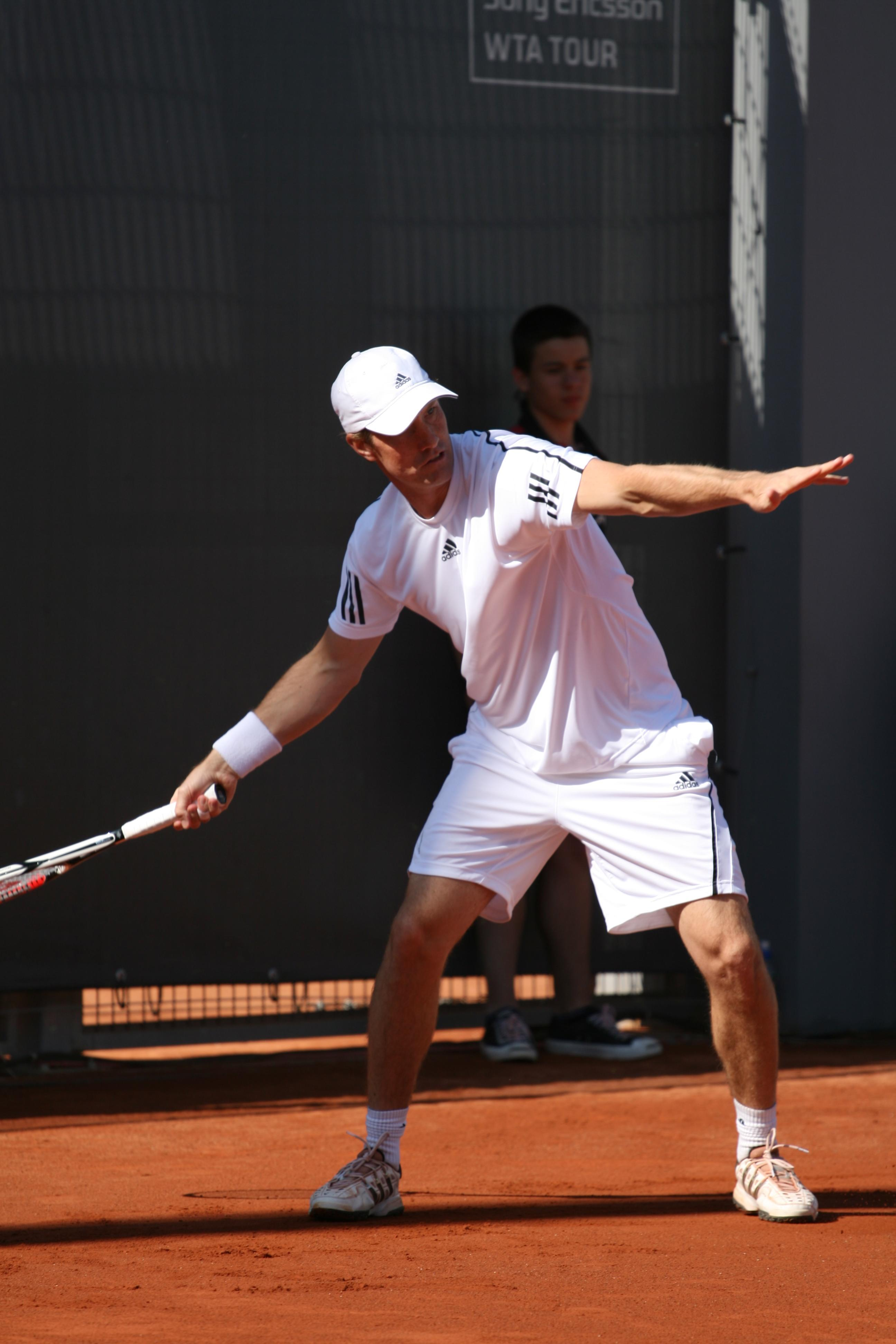
西蒙·阿斯博林

西蒙·阿斯博林（瑞典語：Simon Aspelin，1974年5月11日—），生于萨尔特舍巴登，瑞典男子职业网球运动员，曾获得2007年美国网球公开赛男子双打冠军和2008年北京奧運會雙打銀牌。

## 外部連結
- 西蒙·阿斯博林（英文/西班牙文）的官方資料
- 西蒙·阿斯博林的國際網球總會 職業／青少年 官方資料（英文）
- 西蒙·阿斯博林的官方資料（英文）